# Club de Remo Virxe da Guía
El Club de Remo Virxe da Guía es un club deportivo gallego que ha disputado regatas en todas las categorías y modalidades de banco fijo, bateles, trainerillas y traineras desde su fundación en 1987. En 2017 participó en la segunda categoría de la Liga Gallega de Traineras.

## Historia
El club se fundó en 1987 y participaron en 16 regatas. Al año siguiente participaron en 11 regatas de bateles y 18 de traineras, y en 1989 asistieron a 13 de bateles y 13 de traineras. Continuó participando en regatas de traineras hasta 1991, y volvió a participar en 1995, de 1997 a 2000 y en 2002.